# 뉴욕 특수수사대
뉴욕 특수수사대(Law & Order: Criminal Intent)는 2001년 9월 30일부터 2011년 6월 16일까지 방영된 드라마이다. 《로앤오더》의 스핀오프 작품 중 하나이다.

## 비고
- 대한민국에서는 방송사에 따라서 “크리미널 인텐트”나 “Law & Order: CI” 등으로 명칭이 변경되어 나오기도 한다.